# Narritjin Maymuru
Narritjin Maymuru (* 1916; † 1981) gehörte zum Aborigine-Stamm der Djarrakpi im nordöstlichen Arnhem Land des australischen Northern Territory.
Narritjin war ein Rinden-Maler, Zeichner und Bildhauer, der in den 1950er Jahren in Darwin lebte. Dort arbeitete er für Perlenmacher und malte für den Anthropologen Ronald Berndt menschliche Antlitze. Er arbeitete auch für Missionare, die mit dem aus dem Verkauf der Bilder verdienten Geld ihre Missionsstationen finanzierten und weiße Australier über die Kultur der Yolngu informieren wollten. Als der Handel zunahm und die Nachfrage wuchs, wurden führende Künstler wie Maymuru gebeten, Ausstellungen zusammenzustellen. Er setzte sich engagiert dafür ein, dass auch Frauen malten und ihre Werke ausstellen konnten. Seine Tochter wurde eine bekannte Malerin.
Seine Malereien der Traumzeit umfassten die Schöpfungswesen der Guwarrk, Marrngu und Nyapililngu.
Bedeutsam war seine Beteiligung an der Petition in Form einer Rindenmalerei der Yirrkala im Jahre 1963. Er arbeitete auch mit dem Filmemacher Ian Dunlop zusammen.